# Muco
Il muco è un colloide viscoso formato dalle ghiandole mucipare di numerosi tessuti del corpo. 
Viene prodotto nei ripiegamenti delle mucose degli organi e generalmente contiene enzimi antisettici. È fatto di proteine glicosilate e di sali disciolti in acqua.

## Funzioni

### Sistema respiratorio
Nel sistema respiratorio il muco ha il compito di catturare batteri e pulviscolo evitandone l'entrata nel corpo; questo accade prevalentemente nel naso. Inoltre, ha un compito fondamentale nel tenere le mucose del corpo sempre umide per evitarne l'essiccamento.
Segno di numerose e spesso comuni malattie è il raffreddore mucoso, contenente componenti dell'infiammazione e muco. Tuttavia, a opera dell'infezione virale e della risposta infiammatoria, avviene la distruzione delle cellule deputate a produrre muco nelle prime vie respiratorie, sicché in tali condizioni non si debba più parlare di muco, ma di essudato.

### Apparato digerente
Nell'apparato digerente, il muco è usato come lubrificante per il passaggio del cibo attraverso l'intestino e a rendere flessibili le superfici interne. Nello stomaco il muco ha un'importanza fondamentale, poiché funge da ulteriore protezione alla mucosa gastrica dagli acidi digestivi (HCl) presenti nel succo gastrico.
Il muco non solo forma una barriera fisica, ma influenza le capacità immunogene intestinali aumentando la tolleranza immunologica, cioè la mancata risposta dei linfociti verso i batteri saprofiti.

### Apparato riproduttivo
Nell'apparato riproduttivo femminile aiuta a prevenire le infezioni e a favorire il movimento del pene nella vagina durante il rapporto sessuale.
Il muco cervicale, invece, aiuta la corsa degli spermatozoi. Questo tipo di muco cambia consistenza a seconda del periodo del ciclo mestruale: durante l'ovulazione il muco cervicale è chiaro, adatto al passaggio degli spermatozoi; dopo l'ovulazione diventa più denso e tende a impedire l'accesso di eventuali agenti patogeni all'utero. Uno dei metodi di riconoscimento della fertilità (metodo Billings) consiste appunto nel verificare costantemente aspetto e consistenza del muco cervicale per prevedere o impedire le possibilità di fecondazione.
Nell'apparato genitale maschile viene prodotto in quantità modeste ed è uno dei componenti minori dello sperma.